# Jang-čchüan
Jang-čchüan (čínsky pchin-jinem Yángquán, znaky 阳泉) je městská prefektura v Čínské lidové republice, kde patří do provincie Šan-si. Celá prefektura má rozlohu 4 563 čtverečních kilometrů a v roce 2020 v ní žilo 1,318 milionu obyvatel, což je o 50 tisíc méně než roku 2010, ale o 45 tisíc víc než v roce 2000.

## Administrativní členění
Městská prefektura Jang-čchüan se člení na pět celků okresní úrovně, a sice tři městské obvody a dva okresy.
| 1 2 Ťiao okres · Pching-ting okres · Jü 1. Kchuang 2. Čcheng |        |                       |                    |                                  |
| Název                                                        | Název  | Počet obyvatel (2020) | Rozloha km² (2020) | Hustota zalidnění (obyv. na km²) |
| český přepis                                                 | znaky  | Počet obyvatel (2020) | Rozloha km² (2020) | Hustota zalidnění (obyv. na km²) |
| Městské obvody                                               |        |                       |                    |                                  |
| Kchuang                                                      | 矿区   | 230 691               | 17                 | 13 473                           |
| Čcheng                                                       | 城区   | 225 443               | 56                 | 3 998                            |
| Ťiao                                                         | 郊区   | 275 094               | 583                | 472                              |
| Okresy                                                       |        |                       |                    |                                  |
| Pching-ting                                                  | 襄垣县 | 306 228               | 1 397              | 219                              |
| Jü                                                           | 盂县   | 281 049               | 2 510              | 112                              |
|                                                              |        |                       |                    |                                  |
| Celkem                                                       | Celkem | 1 318 505             | 4 563              | 289                              |

## Partnerská města
- Chesterfield, Spojené království
- Mount Vernon, New York, Spojené státy americké